# Copa Austríaca de Basquetebol
A Copa Austríaca de Basquetebol é uma competição anual de basquetebol profissional do país, sendo organizada desde a temporada 1994.

## Finais
|  | Finais jogadas na prorrogação   |
|  | Finais jogadas em duas partidas |

| Temporada | Local                     | Campeão                    | Placar       | Vice-Campeão              | Finals MVP       |
| --------- | ------------------------- | -------------------------- | ------------ | ------------------------- | ---------------- |
| 1994      | Sankt Pölten Traiskirchen | UKJ St. Pölten             | 104–89 90–93 | UB Möllersdorf            | —                |
| 1994–95   | Oberwart                  | UBC Stahlbau Oberwart      | 71–69        | UB Möllersdorf            | —                |
| 1995–96   | Sankt Pölten              | UKJ St. Pölten             | 62–45        | UB Möllersdorf            | —                |
| 1996–97   | Sankt Pölten              | UB Möllersdorf             | 56–47        | UKJ SÜBA St. Pölten       | Renaldo O’Neal   |
| 1997–98   | Wiener Neustadt           | UKJ SÜBA St. Pölten        | 68–50        | Wörthersee Piraten        | Kerry McIntyre   |
| 1998–99   | Wiener Neustadt           | UBC Stahlbau Oberwart      | 82–68        | BSC BOHA Fürstenfeld      | Kenya Capers     |
| 1999–00   | Wiener Neustadt           | UBM Traiskirchen           | 87–66        | Goldene Seiten Kapfenberg | Ron Riley        |
| 2000–01   | Wiener Neustadt           | UBM Traiskirchen           | 72–66        | Kapfenberg Bulls          | Mike Coffin      |
| 2001–02   | Gmunden                   | Mattersburg 49ers          | 78–55        | Wörthersee Piraten        | Joey Vickery     |
| 2002–03   | Klosterneuburg            | Allianz Swans Gmunden      | 98–91        | Traiskirchen Lions        | Matthias Mayer   |
| 2003–04   | Oberwart                  | Allianz Swans Gmunden      | 82–76        | Oberwart Gunners          | De'Teri Mayes    |
| 2004–05   | Wels                      | Oberwart Gunners           | 81–70        | Kapfenberg Bulls          | Jason Detrick    |
| 2005–06   | Gmunden                   | WBC Wels                   | 84–61        | Traiskirchen Lions        | Curtis Bobb      |
| 2006–07   | Oberwart                  | Kapfenberg Bulls           | 83–69        | Panthers Fürstenfeld      | Shawn Ray        |
| 2007–08   | Fürstenfeld               | Allianz Swans Gmunden      | 76–75        | Panthers Fürstenfeld      | De'Teri Mayes    |
| 2008–09   | Wels                      | Panthers Fürstenfeld       | 80–79        | WBC Kraftwerk Wels        | Shawn Ray        |
| 2009–10   | Oberwart                  | Allianz Swans Gmunden      | 77–68        | Kapfenberg Bulls          | De'Teri Mayes    |
| 2010–11   | Graz                      | Allianz Swans Gmunden      | 69–64        | Panthers Fürstenfeld      | De'Teri Mayes    |
| 2011–12   | Güssing                   | Allianz Swans Gmunden      | 74–58        | UBSC Raiffeisen Graz      | Sharaud Curry    |
| 2012–13   | Oberwart                  | Xion Dukes Klosterneuburg  | 72–59        | BC Zepter Vienna          | Damir Zeleznik   |
| 2013–14   | Gmunden                   | Kapfenberg Bulls           | 74–70        | Swans Gmunden             | Mark Sanchez     |
| 2014–15   | Schwechat                 | Güssing Knights (magnofit) | 93–60        | WBC Wels (Raiffeisen)     | Thomas Klepeisz  |
| 2015–16   | Schwechat                 | Oberwart Gunners           | 75–62        | Zepter Vienna             | Adomas Drungilas |
| 2016–17   | Schwechat                 | Kapfenberg Bulls           | 77–60        | Oberwart Gunners          | Bogić Vujošević  |
| 2017–18   | Schwechat                 | Kapfenberg Bulls           | 82–79        | Swans Gmunden             |                  |
| 2018–19   | Schwechat                 | Kapfenberg Bulls           | 80–70        | Swans Gmunden             |                  |
| 2019–20   | Schwechat                 | Kapfenberg Bulls           | 83–68        | Klosterneuburg Dukes      | Bogić Vujošević  |
| 2020–21   | Klosterneuburg            | Oberwart Gunners           | 84–74        | Swans Gmunden             | Quincy Diggs     |

## Títulos por equipe
| Clube                | Campeões | Vices | Temporadas                         |
| -------------------- | -------- | ----- | ---------------------------------- |
| Bulls Kapfenberg     | 6        | 5     | 2007, 2014, 2017, 2018, 2019, 2020 |
| Swans Gmunden        | 6        | 3     | 2003, 2004, 2008, 2010, 2011, 2012 |
| Oberwart Gunners     | 6        | 2     | 1995, 1999, 2005, 2015, 2016, 2021 |
| Traiskirchen Lions   | 3        | 5     | 1997, 2000, 2001                   |
| SKN Sankt Pölten     | 3        | 1     | 1994, 1996, 1998                   |
| Flyers Wels          | 1        | 2     | 2006                               |
| Panthers Fürstenfeld | 1        | 1     | 2009                               |
| Mattersburg 49ers    | 1        | –     | 2002                               |
| Dukes Klosterneuburg | 1        | –     | 2013                               |
| BC Vienna            | –        | 2     | –                                  |
| Wörthersee Piraten   | –        | 2     | –                                  |
| Graz                 | –        | 1     | –                                  |